# Paweł Tarnowski (piłkarz)
Paweł Tarnowski (ur. 28 czerwca 1990 w Radomiu) – polski piłkarz występujący na pozycji pomocnika lub napastnika w Polonii Warszawa.

## Statystyki

### Klubowe
(aktualne na koniec sezonu 2016/17)
| Klub                       | Sezon              | Liga               | Liga  | Liga   | Puchar kraju | Puchar kraju | Europa | Europa | Suma  | Suma   |
| Klub                       | Sezon              | Liga               | Mecze | Bramki | Mecze        | Bramki       | Mecze  | Bramki | Mecze | Bramki |
| -------------------------- | ------------------ | ------------------ | ----- | ------ | ------------ | ------------ | ------ | ------ | ----- | ------ |
| Jagiellonia Białystok      | 2012/13            | Ekstraklasa        | 7     | 0      | 1            | 0            | –      | –      | 8     | 0      |
| Polonia Warszawa (wyp.)    | 2012/13            | Ekstraklasa        | 10    | 1      | 0            | 0            | –      | –      | 10    | 1      |
| Dolcan Ząbki               | 2013/14            | I liga             | 28    | 7      | 1            | 0            | –      | –      | 29    | 7      |
| Dolcan Ząbki               | 2014/15            | I liga             | 27    | 4      | 2            | 0            | –      | –      | 29    | 4      |
| Dolcan Ząbki               | 2015/16            | I liga             | 18    | 3      | 2            | 0            | –      | –      | 20    | 4      |
| Dolcan Ząbki               | Ogólnie            | Ogólnie            | 73    | 14     | 5            | 0            | 0      | 0      | 78    | 15     |
| Podbeskidzie Bielsko-Biała | 2015/16            | Ekstraklasa        | 12    | 0      | 0            | 0            | –      | –      | 12    | 0      |
| Podbeskidzie Bielsko-Biała | 2016/17            | I liga             | 13    | 2      | 1            | 0            | –      | –      | 14    | 2      |
| Podbeskidzie Bielsko-Biała | Ogólnie            | Ogólnie            | 25    | 2      | 1            | 0            | 0      | 0      | 26    | 2      |
| Radomiak Radom             | 2016/17            | II liga            | 14    | 1      | 0            | 0            | –      | –      | 14    | 1      |
| Ogólnie w karierze         | Ogólnie w karierze | Ogólnie w karierze | 129   | 18     | 7            | 0            | 0      | 0      | 136   | 19     |